# Borussia-Park Stadion
A Borussia-Park a Borussia Mönchengladbach csapat stadionja. A megnyitás ideje 2004. július 30. 54 057 néző foglalhat helyet a Bundesliga-meccseken, ebből 16145 állóhely, a többi ülő. A pálya nyitott, a lelátók teljesen fedettek. A pálya fűthető. Az aréna főként nem nappal, hanem este látványos, mivel a külső-belső részén zöld árnyalatú kivilágítás van.

## Fordítás
- Ez a szócikk részben vagy egészben  a   Borussia-Park című angol Wikipédia-szócikk fordításán alapul.  Az eredeti cikk szerkesztőit annak laptörténete sorolja fel. Ez a jelzés csupán a megfogalmazás eredetét és a szerzői jogokat jelzi, nem szolgál a cikkben szereplő információk forrásmegjelöléseként.